# 正阳街道 (鸡西市)
正阳街道，是中华人民共和国黑龙江省鸡西市城子河区下辖的一个乡镇级行政单位。

## 行政区划
正阳街道下辖以下地区：
东太社区、道西社区、道东社区和新兴社区。